# Hermann von Fischer

Hermann von Fischer (2011)

Hermann Eduard von Fischer (* 26. Oktober 1926 in Wichtrach; † 26. März 2015 in Bern), heimatberechtigt in Bern, war ein Schweizer Architekt und Kunsthistoriker.

## Leben und Wirken
Hermann von Fischer, Sohn des Pfarrers Gottlieb Albert Fischer (1874–1926) und der Anna Sara Bäschlin, Enkel des Botanikers Ludwig Fischer und Urenkel des Basler Architekten Melchior Berri, erwarb 1945 am Freien Gymnasium Bern das Maturitätszeugnis. Sein Studium an der ETH Zürich beendete er 1951 mit dem Architektendiplom. Nach dem Studium nahm er als Assistent Michael Stettlers, des Direktors des Bernischen Historischen Museums, Museumsaufgaben wahr und wurde mit der Restaurierung und Ausstattung von Schloss Oberhofen betraut, später zum Sonderexperten der kantonalen Kunstaltertümerkommission ernannt. Als der Grosse Rat des Kantons Bern im Jahr 1959 die kantonale Denkmalpflege schuf, wurde Hermann von Fischer der erste Amtsinhaber als kantonaler Denkmalpfleger, der anfänglich mit bescheidenen Mitteln Grundlagen erarbeitete und Gebäude rettete. Er hat die bernische Denkmalpflege von 1959 bis 1991 auf- und ausgebaut.
Verheiratet war er seit 1953 mit Margaretha Veronika Stettler (1928–2006), mit der er eine Tochter und zwei Söhne hatte. Die beiden waren von 1959 an in Muri bei Bern wohnhaft.
Hermann von Fischer hat sich als Präsident oder Mitglied zahlreicher Kommissionen sowie Stiftungen um die Erhaltung und Pflege von Kulturgütern verdient gemacht. In den Jahren 1958 bis 1964 sowie 1985 bis 1996 war er Mitglied der Eidgenössischen Kommission für Denkmalpflege, 1965 gehörte er zu den Mitbegründern des International Council on Monuments and Sites (ICOMOS), war Mitglied der Aufsichtskommission des Bernischen Historischen Museums, Stiftungsrat der Schlösser Hünegg, Jegenstorf, Landshut, Oberhofen und Spiez sowie des Rebhauses Wingreis und der Campagne Oberried. Er war während vieler Jahre Obmann der Gesellschaft zu Ober-Gerwern, Mitglied des Grossen und Kleinen Burgerrats der Burgergemeinde Bern und Präsident der Bibliothekskommission der Burgerbibliothek Bern.
Der Schweizer Schriftsteller E. Y. Meyer nahm Hermann von Fischer als Vorbild für den «Denkmalpfleger Effinger» in seinem 1977 erschienenen Roman Die Rückfahrt.
Seit den 1950er-Jahren erforschte er das Werk der Berner Kunsthandwerkerfamilie Funk, insbesondere des Ebenisten Mathäus Funk und dessen Bruder, dem Bildhauer und Bildschnitzer Johann Friedrich Funk. Die Universität Bern hat ihm 2001 für seine Verdienste im Bereich der Erforschung des bernischen Mobiliars den Titel eines Ehrendoktors verliehen.

## Schriften
- Im Brennpunkt – die Sammlung historischer Kachelöfen (Ausstellungskatalog), Jegenstorf 2013.
- Die Kunsthandwerkerfamilie Funk in Bern. In:  Berns goldene Zeit. Das 18. Jahrhundert neu entdeckt, hrsg. von André Holenstein e.a., Bern 2008, S. 339.
- Schloss Hünegg. (Schweizerische Kunstführer, Nr. 726/727, Serie 73). Hrsg. Gesellschaft für Schweizerische Kunstgeschichte GSK. Bern 2002, ISBN 3-85782-726-2.
- Fonck à Berne. Möbel und Ausstattungen der Kunsthandwerkerfamilie Funk im 18. Jahrhundert in Bern. Bern 2002.
- Johannes Äbersold (1737–1812). Ein Berner Ebenist zwischen Mathäus Funk und Christoph Hopfengärtner. (Ausstellungskatalog) Stiftung Schloss Jegenstorf, Jegenstorf 2000.
- Hermann von Fischer, Martin Fröhlich: Das Landgut Lohn in Kehrsatz. Gesellschaft für Schweizerische Kunstgeschichte, 1995.
- Hermann von Fischer, Werner Bucher: Bernisches Mobiliar des Klassizismus von Christoph Hopfengärtner und Zeitgenossen. Valentin Sonnenschein. (Katalog zur Ausstellung). Jegenstorf 1986.
- Bernische Möbelkunst. In: Illustrierte Berner Enzyklopädie, Bern 1984, Bd. 4. PDF
- Anna Charlotte Fischer née Fischer d'Oberried. In: Von Angesicht zu Angesicht. Porträtstudien. Michael Stettler zum 70. Geburtstag, zusammengestellt und hrsg. von Florens Deuchler e.a., Bern 1983, S. 228–245.
- Kulturgüterschutz in der Schweiz, in: Zivilschutz, Nr. 28 (1981), S. 3–4. online
- Die Burgerhäuser in der Berner Altstadt. Gerechtigkeitsgasse 61–69, Junkerngasse 44–48. Ein Beitrag der Burgergemeinde Bern zur Wiederbelebung der Altstadt, hrsg. von der Burgergemeinde Bern, Bern 1977.
- Berner in Stein, Bronze und Holz, Bern 1971.
- Restaurierung der ehemaligen Johanniterkomturei Münchenbuchsee BE. In: (Das) Werk, Band 55 (1968), S. 164–166.
- Denkmalpflege im Kanton Bern 1964–1967. In: Berner Zeitschrift für Geschichte und Heimatkunde, Bd. 31 (1969), S. 159–221. doi:10.5169/seals-245082
- Denkmalpflege im Kanton Bern 1962 und 1963. In: Berner Zeitschrift für Geschichte und Heimatkunde, Bd. 27 (1965), S. 33–100. doi:10.5169/seals-244555
- Heinrich Türler und Emanuel Jirka Propper: Das Bürgerhaus im Kanton Bern, II. Teil., 2. Auflage, bearbeitet von Hermann von Fischer, Zürich 1964.
- Die Kunsthandwerker-Familie Funk im 18. Jahrhundert in Bern. (Schweizer Heimatbücher.) Bern 1961.
- Wohnkultur des Alten Bern vom 17. bis 19. Jahrhundert im Schlosse Jegenstorf. Bern 1959.
- Schloss Oberhofen am Thunersee, Bern 1957.
- Michael Stettler und Hermann von Fischer: Vom alten Bern, Genève 1957.
- Die Erhaltung der Berner Altstadt. Zur Kundgebung auf dem Münsterplatz in Bern am 6. März 1954, München 1956.